# Бельковщинська сільська рада
55°47′5″ пн. ш. 27°59′28″ сх. д. / 55.78472° пн. ш. 27.99111° сх. д.
Белько́вщинська сільська рада (біл. Бялько́ўшчынскі сельсавет) — адміністративно-територіальна одиниця у складі Верхньодвінського району, Вітебської області Білорусі. Адміністративний центр сільської ради — агромістечко Бельковщина.

## Розташування
Бельковщинська сільська рада розташована у північній частині Білорусі, на північному заході Вітебської області, на захід — північний захід від обласного центру Вітебськ та на схід від районного центру Верхньодвінськ.
Територією сільради протікає річка Західна Двіна із своєю правою притокою Дрисою і її правою притокою Свольною.

## Історія
Сільська рада була створена 20 серпня 1924 року у складі Дрисенського району Полоцької округи (БРСР) і знаходилась там до 26 липня 1930 року. 21 серпня 1925 року сільрада перейменована у Жовнінську. В 1930 році округа була ліквідована і рада у складі Дрисенського району перейшла у пряме підпорядкування БРСР. З 21 червня 1935 року сільрада передана до складу утвореного Полоцького прикордонного округу. З 20 лютого 1938 року, після ліквідації округу і утворення Вітебської області (15 січня 1938), разом із Дрисенським районом, увійшла до її складу. З 20 вересня 1944 по 8 січня 1954 років перебувала у складі Полоцької області.
25 грудня 1962 року у зв'язку з перейменуванням міста Дриса у Верхньодвінськ район також був перейменований у Верхньодвінський.
8 квітня 2004 року сільрада була перейменована у Бельковщинську. До її складу додатково були включені всі сільські населені пункти ліквідованої Голубовської сільської ради.

## Склад сільської ради
До складу Бельковщинської сільської ради входить 32 населених пункти:
| - Бельковщина — агромістечко. - Болотине — село. - Боровка — село. - Вороб'йове — село. - Гірдюки — село. - Голубове — село. - Гороватки — село. - Жовнине — село. - Жовтовщина — село. - Забірря — село. | - Зоря — село. - Заточчя — село. - Коршуни — село. - Криськове — село. - Лавруки — село. - Лакисове — село. - Лозовий — селище. - Мартинове — село. - Микове — село. - Петюлеве — село. - Пользіне 1 — село. | - Пользіне 2 — село. - Пуштальове — село. - Редкорове — село. - Розкоші — село. - Савченки — село. - Свіравщина — село. - Свольне — село. - Соколовщина — село. - Тоболки — село. - Улянове — село. - Яніно — село. |

Населені пункти, які раніше існували на території сільської ради і зняті з обліку:
- Борсуки — село.
- Матуки — село.
- Поташня — село.